# Vance Joseph
Vance Desmond Joseph (Marrero, 20 settembre 1972) è un ex giocatore di football americano e allenatore di football americano statunitense che svolge il ruolo di coordinatore difensivo per i Denver Broncos della National Football League (NFL).

## Carriera
Joseph giocò per due stagioni nella NFL con i New York Jets e gli Indianapolis Colts. Iniziò la carriera come assistente allenatore nella lega con i San Francisco 49ers nel 2005 come assistente dell'allenatore dei defensive back, di cui prese il posto l'anno successivo. Nel 2011 divenne assistente allenatore dei defensive back degli Houston Texans e dal 2014 al 2015 svolse la stessa mansione per i Cincinnati Bengals. Nel 2016 fu assunto come coordinatore difensivo dei Miami Dolphins. L'11 gennaio 2017 fu annunciato come nuovo capo-allenatore dei Denver Broncos al posto del ritirato Gary Kubiak.
Da capo-allenatore dei Broncos, la squadra disputò 2 stagioni deludenti, venendo licenziato nei primi giorni del gennaio 2019.
Venne successivamente assunto dagli Arizona Cardinals come coordinatore  difensivo, ruolo che svolse dalla stagione 2019 a quella 2022.
Nel 2023 tornò ai Broncos come coordinatore difensivo.

## Statistiche

### Giocatore
| Partite totali      | 17 |
| Partite da titolare | 6  |
| Intercetti          | 2  |

### Capo Allenatore
| Squadra | Anno   | Stagione regolare | Stagione regolare | Stagione regolare | Stagione regolare | Stagione regolare | Post season | Post season | Post season | Post season |
| Squadra | Anno   | Vinte             | Perse             | Pareggi           | %                 | Posizione         | Vinte       | Perse       | %           | Risultato   |
| ------- | ------ | ----------------- | ----------------- | ----------------- | ----------------- | ----------------- | ----------- | ----------- | ----------- | ----------- |
| DEN     | 2017   | 5                 | 11                | 0                 |                   | 4° in AFC West    | –           | –           | –           | –           |
| DEN     | 2018   | 6                 | 10                | 0                 |                   | 3° in AFC West    | –           | –           | –           | –           |
| Totale  | Totale | 11                | 21                | 0                 |                   |                   | 0           | 0           | .000        |             |